# Goran Cerović
Goran Cerović (né le 24 avril 1988 à Pljevlja) est un coureur cycliste monténégrin. Il participe à des compétitions sur route et en VTT,.

## Biographie
En février 2017, il intègre le Martigues SC-Drag Bicycles en France.

## Palmarès sur route

### Par année
- 2015
  -  Champion du Monténégro sur route
- 2016
  - 3e du championnat du Monténégro sur route
- 2017
  -  Champion du Monténégro sur route
- 2018
  -  Champion du Monténégro sur route
- 2020
  - 2e du championnat du Monténégro du contre-la-montre
  - 2e du championnat du Monténégro sur route
- 2021
  -  Champion du Monténégro du contre-la-montre
- 2022
  - 2e du championnat du Monténégro du contre-la-montre
- 2023
  -  Champion du Monténégro du contre-la-montre
  - 2e du championnat du Monténégro sur route
- 2024
  - 2e du championnat du Monténégro du contre-la-montre
- 2025
  - 2e du championnat du Monténégro sur route
  - 3e du championnat du Monténégro du contre-la-montre

### Classements mondiaux
| Année                                 | 2015 | 2016  | 2017  | 2018  | 2019 | 2020 | 2021  | 2022  | 2023  | 2024  |
| ------------------------------------- | ---- | ----- | ----- | ----- | ---- | ---- | ----- | ----- | ----- | ----- |
| Classement mondial                    |      | 1612e | 1442e | 1245e | nc   | nc   | 1319e | 1749e | 1053e | 1491e |
| UCI Europe Tour                       | 390e | 1083e | 919e  | 771e  | nc   | nc   | 949e  | 1146e | nc    | nc    |
|                                       |      |       |       |       |      |      |       |       |       |       |
| Légende : nc = non classéSource : UCI |      |       |       |       |      |      |       |       |       |       |

## Palmarès en VTT

### Championnats nationaux
- 2015
  - 2e du championnat du Monténégro de cross-country
- 2016
  - 2e du championnat du Monténégro de cross-country
- 2017
  -  Champion du Monténégro de cross-country
- 2021
  -  Champion du Monténégro de cross-country
- 2022
  -  Champion du Monténégro de cross-country